# Мать Антигона I Одноглазого
Мать Антигона I Одноглазого — неизвестная по имени мать диадоха Антигона I Одноглазого.
Имени матери Антигона I Одноглазого, в отличие от его отца, исторические источники не сообщают, как и не обозначают подробности социального статуса родителей будущего диадоха. Поэтому современные историки высказывают об этом различные мнения: некоторые считают, что речь идёт о незнатных людях, другие связывают их с представителями македонского царского дома. По основанному на «косвенных доказательствах» выводу американского антиковеда Р. Биллоуза, написавшего монографию про Антигона, его мать, по всей видимости, принадлежала к аристократическому роду.
Как посчитал канадский учёный В. Хеккель, родители Антигона поженились, когда его мать была очень юной. В браке у супругов родились Деметрий (вероятно, старший), Антигон (около 382 года до н. э.) и, вероятно, Полемей, а также ещё один сын. Возможно, по замечанию Р. Биллоуза, семья проживала в Нижней Македонии, недалеко от столицы страны Пеллы.
Согласно данным из византийского энциклопедического словаря X века Суды, мать Антигона снова вышла замуж — за некоего Периандра и родила Марсия (по предположению В. Хеккеля, около 356 года до н. э.) — будущего историка, написавшего историю Македонии в десяти книгах. Р. Биллоуз посчитал, что Периандр был «важным аристократом из Пеллы, столицы», но В. Хеккель полагает это недоказанным.